# Andreas Exner
Andreas Exner (* 1973 in Ternitz, Niederösterreich) ist ein österreichischer Ökologe, wertkritischer Publizist und Gewerkschafter in der Arbeiterkammer Kärnten.

## Leben
Exner schloss sein Diplom-Studium der Ökologie an der Universität Wien im Jahr 2000 mit einer Arbeit zur natürlichen Verbreitung der Rotbuche ab. Weitere fünf Jahre arbeitete Exner in der vegetationsökologische Forschung an der Universität Wien und ist seitdem im Umweltbüro Klagenfurt tätig.
Der langjährige Öko-Aktivist trat 2000 bei Attac Österreich ein und engagierte sich in der Organisation der attac-Sommerakademien und dem antisemitismuskritischen Kongress Blinde Flecken der Globalisierungskritik.
2005 verließ er Attac Österreich wieder (ohne vollständigen Bruch), da er zu wenig Resonanz für seine Kritik am sozialstaatlichen Wachstumsmodell fand. Mit weiteren ehemaligen attac-Mitgliedern gründete er 2008 das Social Innovation Network (SINet), ein wachstumskritisches Netzwerk, das dem kapitalismuskritischen Teil der wachstumskritischen Bewegung zugerechnet wird. 2009 war Exner bei den Studentenprotesten in Wien aktiv.
Exner ist seit 2003 Redakteur der wertkritischen Zeitschrift Streifzüge und seit 2005 Mitglied in der erweiterten Redaktion der Zeitschrift Krisis. In beiden Publikationen schreibt er schwerpunktmäßig über Fragen zur Arbeit und zur Kritik der Arbeitsgesellschaft. Seit 2008 schreibt er außerdem bei SINet.
Seit 2009 vertritt Exner die Grünen und Unabhängigen GewerkschafterInnen (Grüne/UG) in der Arbeiterkammer Kärnten.

## Schriften

### Monographien
- Potentielle natürliche Verbreitung der Rotbuche (Fagus sylvatica L.) in Waldgesellschaften und auf Standorten des Hebalm-Gebietes (nordöstliche Koralpe). Mit einem pflanzensoziologischen Überblick über die wichtigsten Vegetationstypen. Diplomarbeit, Wien 2000.
- Losarbeiten – Arbeitslos? Globalisierung und die Krise der Arbeitsgesellschaft. Zusammen mit Judith Sauer und Pia Lichtblau. Unrast, Münster 2005, ISBN 978-3-89771-443-4.
- Grundeinkommen. Soziale Sicherheit ohne Arbeit. Als Herausgeber zusammen mit Werner Rätz und Birgit Zenker. Deuticke. Wien 2007, ISBN 978-3-552-06065-4.
- Die Grenzen des Kapitalismus: Wie wir am Wachstum scheitern. Zusammen mit Christian Lauk und Konstantin Kulterer. Ueberreuter, Wien 2008, ISBN 978-3-8000-7366-5.
- Solidarische Ökonomie & Commons. Eine Einführung. Zusammen mit Brigitte Kratzwald. Mandelbaum, erweiterte und aktualisierte Neuauflage, Wien 2021, ISBN 978-3-85476-908-8 (zuerst Wien 2012, ISBN 978-3-85476-607-0).
- Ökonomien der Gabe. Frühsozialismus, Katholische Soziallehre und Solidarisches Wirtschaften, Wien 2021, ISBN 978-3-85476-895-1.

### Beiträge
- Artikelreihe Nachhaltiger Kapitalismus?
  - Über den Zusammenhang von Wirtschaftswachstum und ökologischer Nachhaltigkeit (Teil 1, mit Ernst Schriefl), in: Streifzüge 3/2003 (Nr. 29), 2003.
  - Die gängigen Leitbilder der Nachhaltigkeit und ihre Schwächen (Teil 2, mit Ernst Schriefl) in: Streifzüge Nr. 30, 2004.
  - Die ökologische Steuerreform (Teil 3, mit Ernst Schriefl) in Streifzüge Nr. 31, 2004.
  - Ökologische Alternativen zur ökosozialen Marktwirtschaft (Teil 4, mit Christian Lauk, Konstantin Kulterer, Michael Katzmayr und Ernst Schriefl) in Streifzüge Nr. 32, 2004.
- Geld ist genug da! Essen kann man’s trotzdem nicht. Attac und die Krise der Arbeitsgesellschaft. In: Ernst Lohoff, Norbert Trenkle, Karl-Heinz Lewed, Maria Wölflingseder (Hrsg.): Dead Men Working. Gebrauchsanweisungen zur Arbeits- und Sozialkritik in Zeiten kapitalistischen Amoklaufs, Münster: Unrast, 2005, ISBN 978-3-89771-427-4
- Vom Ende der Ware. Theoretische Kritik und emanzipatorische Praxis. In: Carola Möller, Ulla Peters, Irina Vellay (Hrsg.): Dissidente Praktiken: Erfahrungen mit herrschafts- und warenkritischer Selbstorganisation, Ulrike Helmer Verlag, Sulzbach/Ts. 2006, ISBN 978-3-89741-214-9.
- zusammen mit Christian Lauk, Konstantin Kulterer: Ressourcenkrise als Formationsbruch. Oder: Emanzipation unter Bedingungen, die sich die Linke nicht gewünscht hat. In: Analyse & Kritik, Nr. 580, 2008.